# Phyllognathus burmeisteri
Phyllognathus burmeisteri är en skalbaggsart som beskrevs av Gilbert John Arrow 1911. Phyllognathus burmeisteri ingår i släktet Phyllognathus och familjen Dynastidae. Inga underarter finns listade i Catalogue of Life.